# Wapen van Stad Delden

Wapen van de stad Delden.

Het wapen van Stad Delden werd van 14 november 1819 tot 2001 gebruikt door de gemeente Stad Delden. Het oudste zegel van het stadje Delden, de rechtsvoorganger van de gemeente, vertoonde ook al een boom. 

## Geschiedenis
De oudst bekende afdruk van het Deldense stadszegel stamt uit 1322. Dit zegel vertoont een uitgerukte boom, vermoedelijk betreft het een eikenboom. Dit zegel is in gebruik gebleven tot de brand in het raadhuis van 1583. Na de brand is een nieuw zegel in gebruik genomen dat tot een tweede brand, in 1655, in gebruik bleef. Dit tweede zegel gebruikte eenzelfde afbeelding als het eerste zegel. 
Het derde en tevens laatste zegel is nog in 1655 gemaakt. De afbeelding vertoont wederom een boom, maar deze staat de boom op een ondergrond, waardoor de wortels niet langer zichtbaar zijn. Het schild wordt verder gedekt door een kroon. Wel is bekend dat dit wapen al ouder is, het wordt voor het eerst op een penning in 1597 gebruikt. Hoe de kleuren luiden is niet bekend, er is een beschrijving door Johann Siebmacher die stelt dat de boom groen is en het veld zilver. In 1819 heeft de Hoge Raad van Adel besloten om het wapen in rijkskleuren uit te voeren: een blauw veld met daarop een goudkleurige voorstelling.

## Blazoen
De beschrijving van het wapen luidde als volgt:
Van lazuur, beladen met een op een terras staande lindeboom, alles van goud. Het schild gedekt door een gouden kroon van 5 bladeren.
Het schild is blauw van kleur met daarop een gouden lindeboom staande op een gouden ondergrond. Het schild wordt gedekt door een gouden markiezenkroon met vijf bladeren. Tussen de bladeren staan in totaal vier parels.

## Vergelijkbare wapens
De volgende wapens vertonen overeenkomsten met het wapen van Stad Delden:

Het wapen van Hof van Twente
Het wapen van Ambt Delden